# Elettaria longipilosa
Elettaria longipilosa är en enhjärtbladig växtart som beskrevs av S.Sakai och Hidetoshi Nagamasu. Elettaria longipilosa ingår i släktet Elettaria och familjen Zingiberaceae. Inga underarter finns listade i Catalogue of Life.